# بوبل-گراننا
بوبل-گراننا (به لهستانی:  Bubel-Granna) یک روستا در لهستان است که در گمینا یانوف پودلاسکی واقع شده‌است. بوبل-گراننا ۱۲۰ نفر جمعیت دارد.